# Villers-le-Sec (Marne)
Villers-le-Sec is een gemeente in het Franse departement Marne (regio Grand Est) en telt 99 inwoners (2009). De plaats maakt deel uit van het arrondissement Vitry-le-François.

## Geografie
De oppervlakte van Villers-le-Sec bedraagt 5,9 km², de bevolkingsdichtheid is dus 16,8 inwoners per km².
De onderstaande kaart toont de ligging van Villers-le-Sec (Marne) met de belangrijkste infrastructuur en aangrenzende gemeenten.

## Demografie
Onderstaande figuur toont het verloop van het inwonertal (bron: INSEE-tellingen).